# Van Bo Le-Mentzel

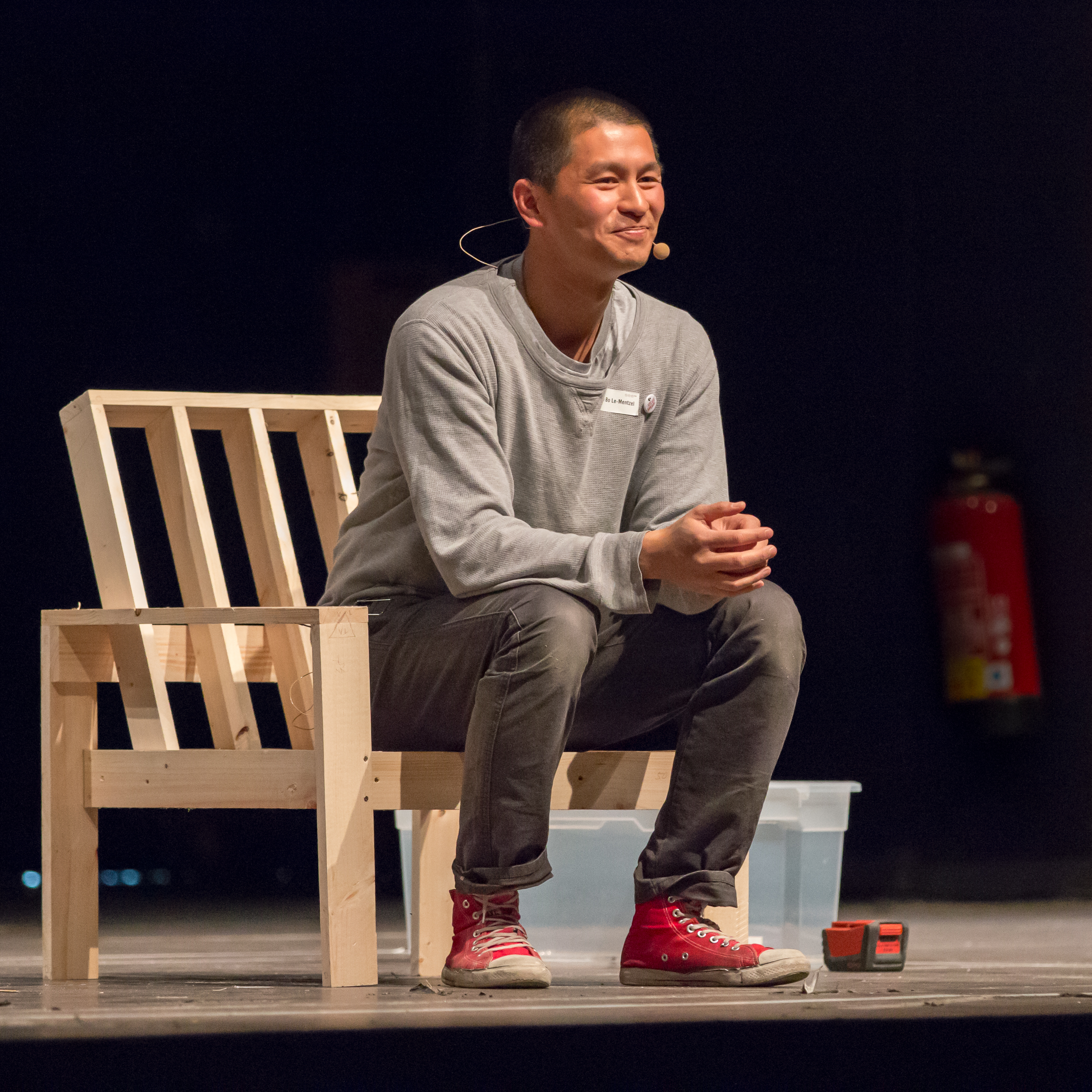
Van Bo Le-Mentzel auf einem „Hartz-IV-Sessel“ während der See-Conference 2015

Van Bo Le-Mentzel (* 18. Februar 1977 in Thailand; ursprünglich Le Jumbo Jet) ist ein deutscher Architekt laotischer Herkunft. Er wurde bekannt durch das Design der „Hartz-IV-Möbel“ zum Selbstbau mit geringem Kostenaufwand. 2015 war er Gastprofessor an der Hochschule für bildende Künste Hamburg.

## Leben
Van Bo Le-Mentzel ist der Sohn eines chinesischen Vaters und einer vietnamesischen Mutter, die in Laos lebten und nach der Ausrufung der Demokratischen Volksrepublik Laos zunächst nach Thailand flüchteten, wo Van Bo in einem Flüchtlingslager zur Welt kam. 1979 kam er mit seinen Eltern nach Deutschland und wuchs in Berlin-Wedding auf, wo er die Humboldthain-Grundschule besuchte. Später betätigte er sich in Berlin unter dem Namen „Prime Lee“ als Rapper und Graffiti-Künstler und studierte Architektur an der Beuth Hochschule für Technik Berlin. 2010 absolvierte der junge und arbeitslose Architekt Van Bo Le-Mentzel einen Tischler-Wochenendkurs an der Berliner Volkshochschule. Diese handwerkliche Erfahrung inspirierte ihn dazu, selbst eine Möbelkollektion zu entwerfen. Sein erster Entwurf war der sogenannte „24 Euro Chair“. Vorbilder für dessen Gestaltung waren Designarbeiten der niederländischen Gruppe De Stijl und im deutschen Bauhaus, zum Beispiel von Gerrit Rietveld, Mies van der Rohe, Marcel Breuer und Erich Dieckmann.

## Projekte

### Hartz-IV-Möbel

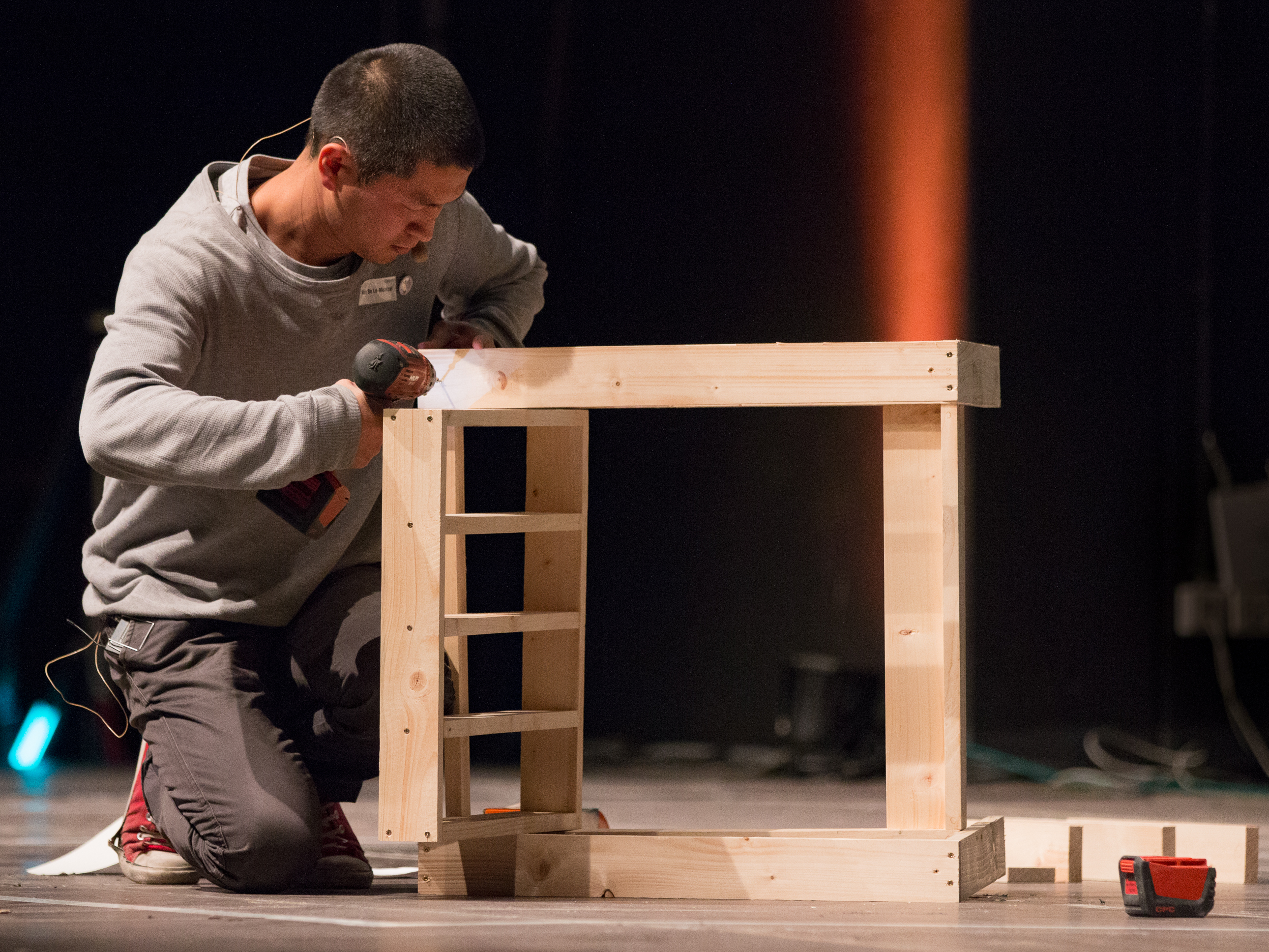
Van Bo Le-Mentzel beim Zusammenbauen eines „Hartz-IV-Sessels“

Van Bo Le-Mentzel entwickelte eine Möbelkollektion, die mittlerweile aus einem Stuhl, Sessel, Schlafsofa, Regal und Tisch besteht. 2010 stellte Van Bo Le-Mentzel im Rahmen des Internationalen Design-Festivals (DMY) in Berlin seine 21 Quadratmeter große „Hartz-IV-Wohnung“ vor.

### 100-Euro-Wohnung
Sein Projekt „100-Euro-Wohnung“ ist eine Wohneinheit, die ein Tiny House ist und als Teil eines gemeinschaftlichen Wohnens dienen soll, das er „Co-Being House“ nennt. Menschen sollen dabei gemeinsam unter einem Dach in einzelnen Wohnungen leben, von denen die kleinste nur 100 Euro Miete pro Monat kosten soll. Die 6,4 m² kleine, auf einen Anhänger aufgestellte Wohnung umfasst Küche, Bad, Büro, Schlafzimmer und Wohnstube. Im „Co-Being House“ sollen auch Menschen mit wenig Geld in der Innenstadt leben können.

### Bauhaus Campus Berlin
Vom 10. März 2017 bis 9. März 2018 kuratierte Van Bo den „Bauhaus Campus Berlin“ auf dem Freigelände vor dem Museum für Gestaltung Bauhaus-Archiv im Berliner Stadtteil Tiergarten. Das Projekt sollte ein künstlerisches Experiment sein unter dem Motto „Study. Build. Research.“ und Möglichkeitsräume für demokratische Utopien von Menschen mit und ohne deutsche Staatsangehörigkeit schaffen. Akteure aus Design, Kultur, Wissenschaft, Wirtschaft und der Startup-Szene studierten und forschten auf einem temporären Campus. Alle beteiligten Projekte waren im Tiny House Movement organisiert, das sich mit mobilen Architekturen befasst, die in der Regel nicht größer als ein Parkplatz sind, also 10 m². Vorbild für dieses Experiment sei das Bauhaus als schulische Institution, in der vor 100 Jahren Bildung und Bauen neu gedacht wurde.

### Open Academy Of The Fine Hearts
Als Gastprofessor an der Hochschule für bildende Künste Hamburg begründete er 2015 mit Studierenden symbolisch die Hochschule als Open Academy of the Fine Hearts neu. Da Le-Mentzel seinen Lehrauftrag durch Crowdfunding finanzierte, gab er die Einkünfte seiner Professur an die Studierenden ab. Die Lehrveranstaltungen waren öffentlich zugänglich und von Zwiegesprächen und Eigeninitiative geprägt, einem Prozess, den Le-Mentzel als „Crowducation“ beschrieb. Besondere Aufmerksamkeit erhielt das Vorgehen, da er zur Förderung der Eigeninitiative im Vornherein allen Studierenden die Bewertung „1,0“ gab.

### Andere Projekte
Der Architekt ist in verschiedenen Projekten engagiert. Er ist Mitbegründer des Berliner Vereins „Kiez-Tank-Stelle“, der sogenannte „Schooltalks“ organisiert. Interessante Persönlichkeiten werden dazu in die Schulen eingeladen, um den Jugendlichen zu erzählen, wie sie es geschafft haben, trotz schlechter Startbedingungen im Leben weiter zu kommen.
Unter dem Motto „Konstruieren statt Konsumieren“ will Van Bo Le-Mentzel Menschen mit wenig Geld aber Stilbewusstsein dazu motivieren, selbst Hand anzulegen. Van Bo Le-Mentzel lebte eine Zeit lang selbst von staatlicher Unterstützung und experimentierte in dieser Zeit mit selbstgebauten Möbeln. Der Architekt verschickt seine Baupläne auf Anfrage und bittet im Gegenzug darum, anschließend darüber zu berichten, wie das Projekt verlaufen sei.

## Auszeichnungen
- ZeitWISSEN-Preis Mut zur Nachhaltigkeit (2015)[12]
- Bayreuther Vorbildpreis der bayreuther dialoge dem Zukunftsforum für Ökonomie, Philosophie und Gesellschaft (2015)[13]

## Werke
- Der Kleine Professor: 34 Dinge, die mich mein Sohn über das Leben, die Liebe und die Welt gelehrt hat. Ecowin, Wals 2016, ISBN 978-3-7110-5171-4
- Mit Silke Helfrich: Der Architekt Van Bo Le-Mentzel lebt Offenheit, Commons und bedingungslose Grundarbeiten. In: Silke Helfrich, David Bollier und Heinrich-Böll-Stiftung (Hrsg.): Die Welt der Commons. Muster gemeinsamen Handelns. transcript Verlag, Bielefeld 2015, ISBN 978-3-8376-3245-3 (online verfügbar).
- Ich bin dein neuer Prof. In: Haus Bartleby (Hrsg.): Sag alles ab! Plädoyers für den lebenslangen Generalstreik. Edition Nautilus, Hamburg 2015, ISBN 978-3-89401-824-5. S. 47–51.
- Als Hrsg. (mit Birgit S. Bauer): Hartz IV Moebel.com. Build more, buy less! Konstruieren statt konsumieren. Hatje Cantz, Ostfildern 2012, ISBN 978-3-7757-3395-3